# Sorath
Sorath je česká black metalová kapela založená v roce 1993 v Plzni čtyřmi členy doom/death metalové kapely Mythopoeia: Admirerforestae (kytara, vokály), Francis Empty (kytara), Martin Tree (baskytara) a Ottar Distress (bicí).
V roce 1994 vyšlo první demo 666 ... To Awakening a v roce 1997 první studiové album s názvem Gnosis.

## Diskografie
Dema
- 666 ... To Awakening (1994)
- Voices (1995)

Studiová alba
- Gnosis (1997)
- Omnes Dii Gentium Daemonia (2000)
- Vivimos En Perpetua Guerra (2003)
- Orízontas gegonóton (2018)

EP
- Matache Chavala (1996)

Kompilační alba
- Black Horns of Bohemia (1995) – various artists kompilace

Split nahrávky
- Matache Chavala / Tam kdesi v hlubinách (1996) - společně s kapelou Unclean[1]
- Meditations in Dark Green / Enlightenment (1997) - společně s kapelou Isacaarum
- Tumultus / Saros (2005) - společně s kapelou Trollech